# Pouzdřany
Pouzdřany (in tedesco Pausram) è un comune della Repubblica Ceca facente parte del distretto di Břeclav, in Moravia Meridionale.